# القاعدة الذهبية

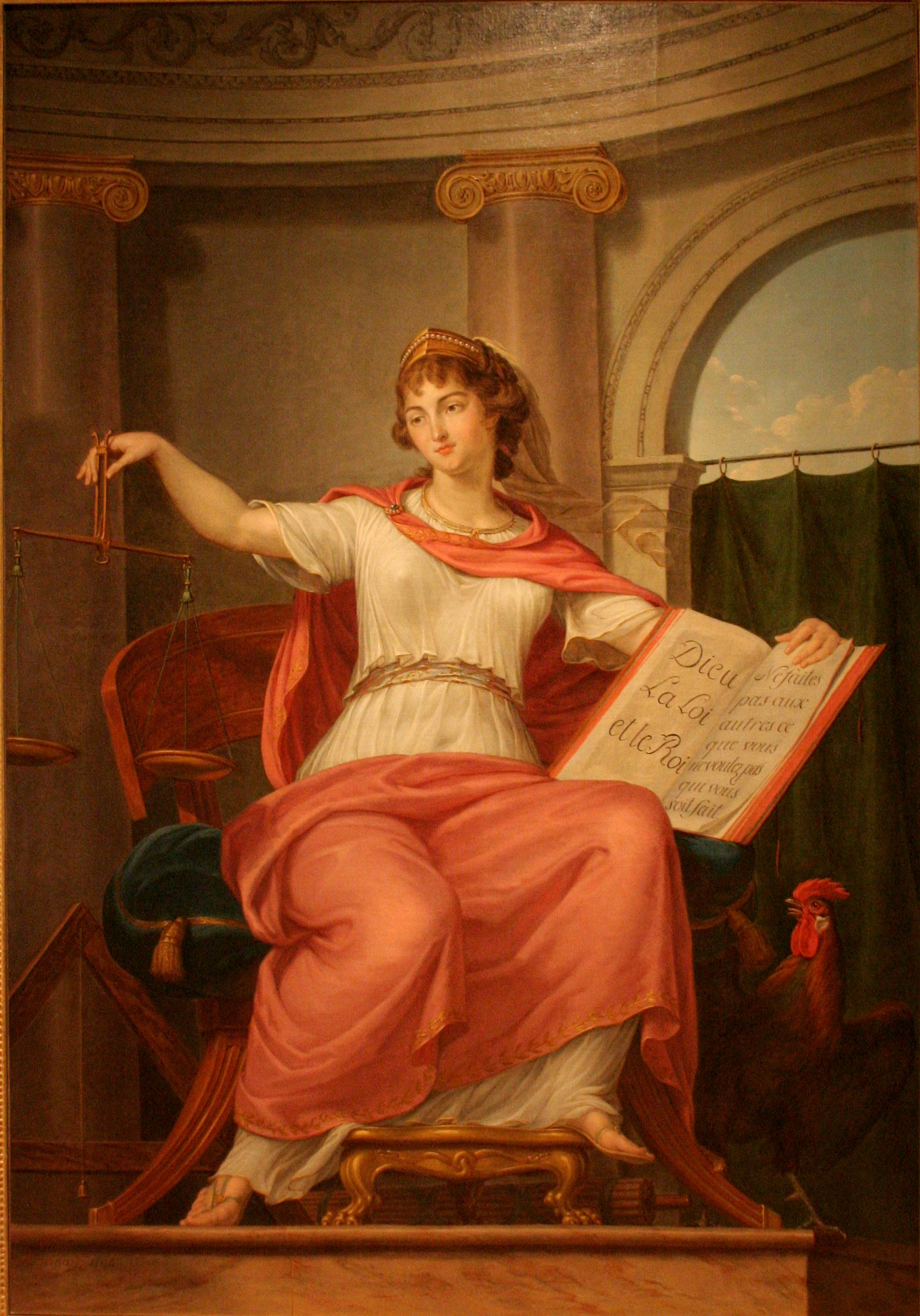

القاعدة الذهبية أو أخلاقيات التعامل تنص على ما يلي:
- النموذج الإيجابي من القاعدة الذهبية: عامل الآخرين كما تحب أن يعاملوك.[1][2][3]
- النموذج السلبي من القاعدة الذهبية: لا تعامل الآخرين بما لا تحب أن يعاملوك به. (القاعدة الفضية)

هذا المفهوم يصف مبدأ «المعاملة بالمثل»، أو «ذات اتجاهين»، والعلاقة بين الذات وغيرها من الجهات وبطريقة متبادلة على حد سواء.
ويمكن تفسير هذا المفهوم من وجهة نظر الدين والفلسفة وعلم النفس وعلم الاجتماع. من الناحية النفسية تتضمن تعاطف الشخص مع الآخرين. فلسفيا، يتضمن إدراك الشخص «أنا» أو «النفس». اجتماعيا، وهذا المبدأ ينطبق بين الأفراد، والجماعات، وكذلك بين الأفراد والجماعات. (على سبيل المثال، شخص يعيش وفقا لهذه القاعدة يعامل جميع الناس باحترام، وليس فقط الأعضاء في مجموعته أو مجموعتها). والدين هو جزء لا يتجزأ من تاريخ هذا المفهوم.
مفهوم القاعدة الذهبية لديه تاريخ طويل يسبق مصطلح «القاعدة الذهبية»، أو «القانون الذهبي»، كما كان يسمى في فترة السبعينات ما القرن السابع عشر (1670) ومفهوم «أخلاقيات المعاملة بالمثل» له جذوره ثقفات عالمية عديدة، كما تم استخدامه كوسيلة لحل النزاعات. وعدد كبير من الشخصيات الدينية البارزة والفلاسفة أكدو على مفهوم هذه القاعدة.
ناقش رشورث كيدر في وقت مبكر مساهمات كونفوشيوس (551-479 قبل الميلاد) (انظر نسخة في الكونفوشية أدناه). لاحظ كيدر أن هذا المفهوم في يظهر بشكل بارز في العديد من الأديان، بما في ذلك «الهندوسية والبوذية والطاوية والزرادشتية، وبقية الأديان الكبرى في العالم».
«لا تنتقم ولا تحقد على أبناء شعبك بل تحب قريبك كنفسك انا الرب» سفر اللاويين 18:19.

## العصور القديمة

### بابل القديمة
شريعة حمورابي وهي من أقدم الشرائع المكتوبة في التاريخ البشري، (1780 قبل الميلاد)، نصت على التعامل بالمثل، عن طريق عدة طرق، كما فعلوا المفاهيم من العقاب حرفيا «العين بالعين والسن بالسن».

### الصين القديمة
توجد القاعدة الذهبية بين جميع المدارس الفلسفية الرئيسية في الصين القديمة: الطاوية والكونفوشية
- "سئل زي قونغ قائلا:"هل هناك كلمة واحدة يمكن أن تكون بمثابة قاعدة لممارسة الحياة؟" فأجاب قائلا: "أليس المعاملة بالمثل هي الكلمة"-؟ كونفوشيوس
- «لا تفرض على الآخرين ما لا يمكنك أن تختاره لنفسك» - كونفوشيوس
- «اعتبر ان مكسب جارك هو كسبك الخاص، وخسارة جارك كما لو أنها خسارتك الخاصة»

### مصر القديمة
من الأمثلة على القاعدة الذهبية التي تعكس مفهوم التعامل في مصر القديمة هي قصة ماعت التي تظهر في قصة الفلاح الفصيح، والتي يعود تاريخها إلى عصر الدولة الوسطى (2040-1650 قبل الميلاد): «هذا هو الأمر الآن: عامل الآخر هو يعاملك» وهناك مثال من العصر اللاحق (664 قبل الميلاد - 323 قبل الميلاد):«ما تكره أن يصنع لك لا تقم بصنعه بأحد آخر»

### اليونان القديمة
كان القاعدة الذهبية تشمل عائقا فلسفة اليونان القديمة. من الأمثلة على ذلك ما يلي:
- «لا تعمل جارك بطريقة يمكن أن تسيئك منه» بيتاكوس 640-568 قبل الميلاد.
- «تجنب القيام بأعمل قد تلوم الآخرين على فعلها» طاليس 624 546 قبل الميلاد.
- «ما تكره أن يحصل لك، لا تقم أنت بفعله أيضا» سكستوس الفيثاغورية أقدم إشارة إلى وجود سكستوس هو اوريجانوس في القرن الثالث من الفترة المعروفة.
- «لا تفعل للآخرين ما سيثير غضبك إن فعله الآخرين بك» إيسوقراتس 436-338 قبل الميلاد.
- «ما تسعى إلى تجنبه لا تقم بفرضه على الآخرين» أبكتاتوس.
- «من المستحيل أن تعيش حياة سعيدة دون العيش بحكمة وبشكل جيد وبالعدل (والاتفاق على» لا تضر أحد ولا أحد يضرك«)، وإنه من المستحيل أن تعيش بحكمة وبشكل جيد وبالعدل وألا تحيا حياة سعيدة» إبيقور.
- «. إنه من المعلوم أن تجرح أي شخص هو فقط في أي مكان» سقراط، في جمهورية أفلاطون. أفلاطون هو أول شخص وقال ذلك.

### روما القديمة
سينيكا، ربما بعد الكاتب بابيلوس سيروس، قال "ab alio expectes alteri quod feceris" (توقع من الآخرين ما فعلته بهم) و"non est quod credas quemquam fieri aliena infelicitate felicem" (الأمر ليس كذلك، وكما قد تعتقد، أن يسعد الإنسان على حساب تعاسة الآخرين)

### الهند القديمة
في ماهابهاراتا، ملحمة الهند القديمة، يأتي خطاب الوزير الحكيم فيدورا حيث المشورة للملك يوديشتيرا، «الاستماع إلى حكمة الكتب والتقشف والتضحية واحترام الايمان والرعاية الاجتماعية والمغفرة، وصفاء النية الحقيقة والرحمة ومراقبة النفس - هم العشر ثروات للنفس (الذات). أيها الملك أجعلهم هدفك، وكن ثابتا في هذه الصفات. هذه الصفات هي أساس الازدهار والعيش الشرعي. هذه هي الأشياء أعلى ما يمكن تحقيقه. جميع العالم متوازن على دهارما، دهارما تشمل سبل الرخاء أيضا. أيها الملك، دهارما هي أفضل ما يمكن الحصول عليه، فهي ثروة المتوسط ورغبة (كاما)الأدنى. ومن هنا، (ومع التذكر دائما)، عن طريق ضبط النفس وجعل دهارما (الحق في التصرف) تركيزك الأساسي، عامل الآخرين كما تعامل نفسك»

## الدين والفلسفة

### الأخلاقيات العالمية
«الإعلان نحو أخلاق عالمية» في برلمان أديان العالم حيث أعلنت عام (1993) القاعدة الذهبية «يجب أن نعامل الآخرين كما نرغب الآخرين يعاملوننا» وذلك من حيث المبدأ المشترك لأديان كثيرة. وتم توقيع الإعلان الأولي من قبل 143 من زعماء جميع الديانات الرئيسية في العالم، بما في ذلك العقيدة البهائية، البراهمانية، براهما كوماريس والبوذية والمسيحية والهندوسية والسكان الأصليين، بين الأديان، والإسلام واليانية واليهودية، أمريكية أصلية، النيو باغان والسيخية والطاوية والمتصوف، والكونيين الموحدين الزرادشتية. وفي فولكلور عدة ثقافات فإن القاعدة الذهبية هي حكاية رمز الملاعق الطويلة.

### العقيدة البهائية
كتابات العقيدة البهائية تشجع الجميع على معاملة الآخرين كما يعاملون أنفسهم، وتذهب إلى أبعد من ذلك من خلال إدخال مفهوم الذات من قبل الآخرين:
- «مبارك من يفضل مصلحة شقيقه على مصلحته»، من أقوال بهاء الله.
- «إن تحولت رغبتك للعدالة، فاختر لجارك ما تختار لنفسك»، من أقوال بهاء الله.
- «احذر من أن تسبب الأذى لأي روح، أو الحزن لأي قلب، حاول ان تساعد في ان تلئم جروح أي رجل في كلماتك سواء كنت تعرفه أو غريب عنك، صديقك أم عدوك»، من أقوال عبد البهاء عباس.

### البوذية
في الديانة البوذية فإن غوتاما بودا (563 - 483 قبل الميلاد) جعل هذا مبدأ من الأركان الأساسية للأخلاق في القرن الخامس قبل الميلاد. حيث يمكن أن تحدث في كثير من الأماكن والأشكال في جميع أنحاء تريبيتاكا.
- مقارنة نفسه مع الآخرين في «كما هو أنا هم كذلك، وكما هم أنا كذلك» يجب علي ألا أقتل ولا أسبب القتل للآخرين، سوتا نيباتا.
- من يسعى إلى إسعاد نفسه، ويضطهد ويستخدم العنف مع الآخرين الذين يرغبون أيضا في تحقيق السعادة لأنفسهم، لن يحقق السعادة لنفسه في نهاية المطاف، الدامابادا.
- لا تؤذي الآخرين في الطرق التي يمكنك أن تجدها مؤذية لنفسك. يودانافارجا.

### المسيحية
في أخلاق مسيحية في العهد القديم
- سفر اللاويين [19:18]: «لا تنتقم ولا تحقد على أبناء شعبك بل تحب قريبك كنفسك. انا الرب.»
- سفر اللاويين [19:34]: «كالوطني منكم يكون لكم الغريب النازل عندكم وتحبه كنفسك لانكم كنتم غرباء في ارض مصر. انا الرب الهكم.»
- سفر طوبيا [4:15]: «و كل من خدمك بشيء فاوفه اجرته لساعته واجرة اجيرك لا تبق عندك ابدا»

وقال يسوع الناصري في العهد الجديد:
- إنجيل متى [7:12]: «فكل ما تريدون أن يفعل الناس بكم افعلوا هكذا أنتم أيضا بهم، لأن هذا هو الناموس والأنبياء.»
- إنجيل لوقا [6:31]: «وكما تريدون أن يفعل الناس بكم افعلوا أنتم أيضا بهم هكذا.»
- إنجيل لوقا [28-10:25]: "وإذا ناموسي قام يجربه قائلا: «يا معلم، ماذا أعمل لأرث الحياة الأبدية؟»

26 فقال له: «ما هو مكتوب في الناموس. كيف تقرأ؟»
27 فأجاب وقال: «تحب الرب إلهك من كل قلبك، ومن كل نفسك، ومن كل قدرتك، ومن كل فكرك، وقريبك مثل نفسك».
28 فقال له: «بالصواب أجبت. افعل هذا فتحيا».
- سفر أعمال الرسل ورسالة بولس الطرسوسي إلى الرسالة إلى أهل غلاطية [5:14]: «لأن كل الناموس في كلمة واحدة يكمل: «تحب قريبك كنفسك».»

### كونفشيوسية
في الكونفشيوسية قيل «ما لا ترغبه لنفسك، لا تفعله للآخرين.»
سأل تسي قونغ (تلميذ كونفوشيوس): «هل هناك أي كلمة واحدة يمكن أن توجه الشخص طوال حياته؟»
أجاب السيد: «ماذا عن 'شو' [المعاملة بالمثل]:؟ لا تفرض على الآخرين ما لا يمكنك أن تختاره لنفسك»

### هندوسية
في الهندوسية: "ينبغي للمرء ألا يفعل ذلك لأي أحد وقد تضر في نفس الشخص. باختصار، هو حكم دهارما. سلوك الآخر هو بسبب رغباته الأنانية.
[برهاسباتي، ماهابهاراتا (أنوسانا بارفا، القسم CXIII، الآية 8)]

### إنسانية
وفي الإنسانية تزعم العديد من المصادر المختلفة القاعدة الذهبية كمبدأ إنساني:
محاولة العيش وفقا للقاعدة الذهبية يعني محاولة التعاطف مع الآخرين، بما في ذلك أولئك الذين يختلفون تماما عنا. التعاطف هو في أساس العطف والتفاهم والتعاطف والاحترام - الصفات التي نحن جميعا نفضل الظهور بها، أيا كنا، بغض النظر عن أفكارنا ومن اين أتينا. وعلى الرغم من أنه ليس من ممكنا أن كيف هو ذلك الشعور بأن يكون شخص آخر أو يعيش في ظروف مختلفة ولديه تجارب حياة مختلفة، فإنه ليس من الصعب بالنسبة لمعظمنا تخيل ما قد يسبب لنا المعاناة، ومحاولة تجنب قد يسبب معاناة للآخرين. لهذا السبب يجد كثير من الناس أن القاعدة الذهبية هي- «لا تعامل الناس بالطريقة التي لا ترغب في أن تعامل بها».
لا تفعل للآخرين ما لا تريدهم ان يفعلوا لك. تعني ببساطة، أنها من أهم البديهيات الأخلاقية الإنسانية التي اخترعت وقيلت على الإطلاق، حيث ظهر هذا المفهوم في كتابات كل الثقافات والأديان على مر التاريخ كقاعدة ذهبية. التعليمات الأخلاقية لا تحتاج إلى أن تكون معقدة أو غامضة فهي في واقع الأمر وببساطة يمكن تطبيقها.

### إسلام
في الإسلام فإن بعضا من آيات القرآن تشير ضمنيا إلى مفهوم القاعدة الذهبية، وهناك أيضا أقوال صريحة للنبي محمد.
في القرآن الكريم:
- في سورة النور، الأية 22: ﴿وَلَا يَأْتَلِ أُولُو الْفَضْلِ مِنْكُمْ وَالسَّعَةِ أَنْ يُؤْتُوا أُولِي الْقُرْبَى وَالْمَسَاكِينَ وَالْمُهَاجِرِينَ فِي سَبِيلِ اللَّهِ وَلْيَعْفُوا وَلْيَصْفَحُوا أَلَا تُحِبُّونَ أَنْ يَغْفِرَ اللَّهُ لَكُمْ وَاللَّهُ غَفُورٌ رَحِيمٌ ۝٢٢﴾ [النور:22]
- في سورة المطففين، الأيات 1 إلى 3: ﴿وَيْلٌ لِلْمُطَفِّفِينَ ۝١ الَّذِينَ إِذَا اكْتَالُوا عَلَى النَّاسِ يَسْتَوْفُونَ ۝٢ وَإِذَا كَالُوهُمْ أَوْ وَزَنُوهُمْ يُخْسِرُونَ ۝٣ أَلَا يَظُنُّ أُولَئِكَ أَنَّهُمْ مَبْعُوثُونَ ۝٤﴾ [المطففين:1–4]
- في سورة فصلت، الأية 34: ﴿وَلَا تَسْتَوِي الْحَسَنَةُ وَلَا السَّيِّئَةُ ادْفَعْ بِالَّتِي هِيَ أَحْسَنُ فَإِذَا الَّذِي بَيْنَكَ وَبَيْنَهُ عَدَاوَةٌ كَأَنَّهُ وَلِيٌّ حَمِيمٌ ۝٣٤﴾ [فصلت:34]
- في سورة البقرة، الأية 267: ﴿يَا أَيُّهَا الَّذِينَ آمَنُوا أَنْفِقُوا مِنْ طَيِّبَاتِ مَا كَسَبْتُمْ وَمِمَّا أَخْرَجْنَا لَكُمْ مِنَ الْأَرْضِ وَلَا تَيَمَّمُوا الْخَبِيثَ مِنْهُ تُنْفِقُونَ وَلَسْتُمْ بِآخِذِيهِ إِلَّا أَنْ تُغْمِضُوا فِيهِ وَاعْلَمُوا أَنَّ اللَّهَ غَنِيٌّ حَمِيدٌ ۝٢٦٧﴾ [البقرة:267]
- في سورة النحل، أيات 57 إلى 62: ﴿وَيَجْعَلُونَ لِلَّهِ الْبَنَاتِ سُبْحَانَهُ وَلَهُمْ مَا يَشْتَهُونَ ۝٥٧ وَإِذَا بُشِّرَ أَحَدُهُمْ بِالْأُنْثَى ظَلَّ وَجْهُهُ مُسْوَدًّا وَهُوَ كَظِيمٌ ۝٥٨ يَتَوَارَى مِنَ الْقَوْمِ مِنْ سُوءِ مَا بُشِّرَ بِهِ أَيُمْسِكُهُ عَلَى هُونٍ أَمْ يَدُسُّهُ فِي التُّرَابِ أَلَا سَاءَ مَا يَحْكُمُونَ ۝٥٩ لِلَّذِينَ لَا يُؤْمِنُونَ بِالْآخِرَةِ مَثَلُ السَّوْءِ وَلِلَّهِ الْمَثَلُ الْأَعْلَى وَهُوَ الْعَزِيزُ الْحَكِيمُ ۝٦٠ وَلَوْ يُؤَاخِذُ اللَّهُ النَّاسَ بِظُلْمِهِمْ مَا تَرَكَ عَلَيْهَا مِنْ دَابَّةٍ وَلَكِنْ يُؤَخِّرُهُمْ إِلَى أَجَلٍ مُسَمًّى فَإِذَا جَاءَ أَجَلُهُمْ لَا يَسْتَأْخِرُونَ سَاعَةً وَلَا يَسْتَقْدِمُونَ ۝٦١ وَيَجْعَلُونَ لِلَّهِ مَا يَكْرَهُونَ وَتَصِفُ أَلْسِنَتُهُمُ الْكَذِبَ أَنَّ لَهُمُ الْحُسْنَى لَا جَرَمَ أَنَّ لَهُمُ النَّارَ وَأَنَّهُمْ مُفْرَطُونَ ۝٦٢ تَاللَّهِ لَقَدْ أَرْسَلْنَا إِلَى أُمَمٍ مِنْ قَبْلِكَ فَزَيَّنَ لَهُمُ الشَّيْطَانُ أَعْمَالَهُمْ فَهُوَ وَلِيُّهُمُ الْيَوْمَ وَلَهُمْ عَذَابٌ أَلِيمٌ ۝٦٣﴾ [النحل:57–63]

وفي الحديث نبوي:
- عن أنس بن مالك عن النبي قال: (لا يؤمن أحدكم حتى يحب لأخيه ما يحب لنفسه).

## طالع
- كارما
- الخير